# معادله یونیزاسیون ساها
معادله یونیزاسیون ساها (انگلیسی: Saha ionization equation) رابطه ایست که حالت یونیزاسیون یک المان را به دما و فشار مرتبط می‌کند.
این عبارت در سال ۱۹۲۰ میلادی توسط دانشمند اخترفیزیک هندی، مقناد ساها، و سپس در سال ۱۹۲۳ توسط ایروینگ لانگمویر گسترش داده شد.

## معادله
{\displaystyle {\frac {n_{i+1}n_{e}}{n_{i}}}={\frac {2}{\Lambda ^{3}}}{\frac {g_{i+1}}{g_{i}}}\exp \left[-{\frac {(\epsilon _{i+1}-\epsilon _{i})}{k_{B}T}}\right]}
که در آن
{\displaystyle \Lambda \ {\stackrel {\mathrm {def} }{=}}\ {\sqrt {\frac {h^{2}}{2\pi m_{e}k_{B}T}}}}
- {\displaystyle h\,} ثابت پلانک است.